# Rue Sergueï Orlov

La rue Sergueï Orlov (У́лица Серге́я Орло́ва), ou simplement rue Orlov, est une rue de la ville de Vologda dans le nord-ouest de la Russie. Elle s'étend entre le pont aux Poissonniers et la rue de Léningrad et se trouve dans le quartier historique de la ville du kremlin de Vologda dont elle longe le mur Nord. Elle est bordée d'édifices pour la plupart classés, et ayant un intérêt culturel ou architectural. 

## Histoire
La rue rend hommage au poète russe Sergueï Orlov (1921-1977)
Elle est formée à partir de la colline de la Cathédrale et de rues historiques: la rue Pokrovskaïa (ou de l'Intercession) qui va du pont aux Poissonniers jusqu'à la colline de la Cathédrale et la rue du Musée qui va de la colline de la Cathédrale jusqu'à l'actuelle rue de Léningrad.
En 1905, la rue de l'Intercession (Pokrovskaïa) est renommée en rue de la Station électrique. En 1936, le passage de la Station électrique, la colline de la Cathédrale, la rue du Musée et la petite rue Saint-Michel-Archange sont réunies en une seule rue Maïakovski. En 1978, la rue Sergueï Orlov est distinguée de la rue Maïakovski. 
La rue de l'Intercession est dénommée en hommage à l'église de l'Intercession.
La rue commençait au pont de bois auprès duquel on vendait toute l'année (jusqu'en 1918) du poisson. Les étalages et échoppes de bois pour la vente de poisson ont été démolis dans les années 1930 pour construire une fabrique et un atelier de couture (bâtiment du n° 1 rue de la Paix, aujourd'hui centre multifonctionnel).
L'on construit en 1923 un centre sportif appelé Travail («Труд»), où se trouvait au début une station électrique. Avant la révolution, c'était l'emplacement de l'église de l'Ascension, construite en 1627 pour le quartier de l'Archevêque. La rue de l'Intercession menait de ce quartier (slobode) vers la cour de l'Archevêque, et la rue à cette époque s'appelait Tchislikha. 
L'un des édifices qui attire le plus l'attention dans cette rue est le premier bâtiment de l'université pédagogique d'État de Vologda. Entre 1790 et 1917, il abritait l'administration de la province (gouvernement de Vologda), le palais de justice, la chambre du trésor, la trésorerie, la chambre de contrôle, les bureaux de gestion de l'agriculture et des biens de l'État, le comité forestier, l'administration fiscale commerciale, le comité administratif provincial, le comité de rédaction du journal local, Les Nouvelles provinciales, etc. 
Mais sans conteste, c'est la cour de l'Archevêque (surmontée du clocher de Sainte-Sophie) qui est l'ensemble le plus remarquable de la rue.
La rue se termine au parc VR3 (autrefois jardin de l'Archevêque) au croisement de la rue Maïakovski et de la rue de Léningrad.

## Édifices

### Côté impair
| N° d'immeuble                                                     | Photo                                                                | Description                                                       |
| → Pont aux Poissonniers → Rue Lermontov → Quai de la Purification | → Pont aux Poissonniers → Rue Lermontov → Quai de la Purification    | → Pont aux Poissonniers → Rue Lermontov → Quai de la Purification |
| → Pont d'Octobre → Rue Tchernychevski                             | → Pont d'Octobre → Rue Tchernychevski                                | → Pont d'Octobre → Rue Tchernychevski                             |
| ----------------------------------------------------------------- | -------------------------------------------------------------------- | ----------------------------------------------------------------- |
| 1                                                                 | N° 1                                                                 | Vue nocturne de l'école n° 1                                      |
| 1а                                                                | N° 1а                                                                |                                                                   |
| 1б                                                                | N° 1б                                                                |                                                                   |
| 3а                                                                | N° 3а                                                                |                                                                   |
| 3б                                                                | N° 3б                                                                | Ancienne école de l'ouïezd, édifice classé                        |
| → Place du Commerce                                               |                                                                      |                                                                   |
| 5/8                                                               | Vue de l'église de l'Intercession                                    | Église de l'Intercession, classée                                 |
| 7                                                                 | N° 7                                                                 |                                                                   |
| 9                                                                 | N° 9                                                                 | Maison d'habitation du XVIIIe siècle, édifice classé              |
| 11                                                                |                                                                      | édifice classé                                                    |
| 13                                                                |                                                                      |                                                                   |
| → Place du Kremlin                                                |                                                                      |                                                                   |
| 15                                                                | Logis de Joseph du musée de Vologda                                  | Logis de Joseph du musée de Vologda, édifice classé               |
| 15 bât. 1                                                         | Maison-musée Chalamov.                                               | Maison-musée Chalamov                                             |
| 15 bât. 2                                                         | Petite maison de l'Archevêque                                        | Petite maison de l'Archevêque, édifice classé                     |
| 15 bât. 3                                                         | Logis de Joseph de la cour de l'Archevêque où se trouvait le trésor. | Bâtiment du trésor de la cour de l'Archevêque, édifice classé     |
| 15а                                                               | N° 15а                                                               | Maison d'habitation                                               |
|                                                                   | CHapelle du Deuxième-Millénaire (de la christianisation de Vologda)  | Chapelle du Deuxième-Millénaire, dans le parc VR3                 |
|                                                                   | Parc VR3 du côté de la rue Orlov                                     | Parc VR3                                                          |
| → Rue de Léningrad                                                |                                                                      |                                                                   |

### Côté pair
| N° d'immeuble                                                     | Photo                                                             | Description                                                       |
| → Pont aux Poissonniers → Rue Lermontov → Quai de la Purification | → Pont aux Poissonniers → Rue Lermontov → Quai de la Purification | → Pont aux Poissonniers → Rue Lermontov → Quai de la Purification |
| ----------------------------------------------------------------- | ----------------------------------------------------------------- | ----------------------------------------------------------------- |
| 2                                                                 | N° 2                                                              | Centre sportif Troud («Труд»)                                     |
| → Pont d'Octobre → Rue Tchernychevski                             |                                                                   |                                                                   |
| 4                                                                 | Château d'eau                                                     | Château d'eau                                                     |
| 4а                                                                | N° 4а                                                             | Restaurant Bellagio («Белладжо»)                                  |
| → Place du Commerce                                               |                                                                   |                                                                   |
| 6                                                                 | N° 6                                                              | Bâtiment VII de l'université d'État de Vologda                    |
| 10                                                                | Église Saint-Alexandre-Nevski                                     | Église Saint-Alexandre-Nevski, édifice classé                     |
| → Place du Kremlin                                                |                                                                   |                                                                   |
|                                                                   |                                                                   | Monument de Batiouchkov                                           |
|                                                                   |                                                                   | Parc VR3                                                          |
| → Rue de Léningrad                                                |                                                                   |                                                                   |